# 任敬臣
任敬臣（?—?），字希古，唐朝棣州人。
任敬臣五岁丧母，非常哀痛。七岁时，问父亲任英：“怎么样可以报答母亲？”任英说：“扬名显亲可以。”于是立志从学。汝南任处权见到他的文章，惊道：“孔子称颜回之贤，以为不如。我不是古人，但是见到这孩子，知道自己不可及。”十六岁，刺史崔枢想要推举他为秀才，任敬臣以自学未广，离开。又过了三年卒业，举孝廉，授官著作局正字。父亲去世，哀痛几绝，继母说：“哀不胜丧，可称为孝？”任敬臣于是开始喝粥。服除，担任秘书郎。休沐，阖门诵书。秘书监虞世南器重他，岁终，书上考，任敬臣固辞。召为弘文馆学士，授越王府西阁祭酒。当转任，越王李贞上表挽留。王方慶担任越王府參軍时，跟随记室任敬臣学习《史记》、《汉书》，任敬臣转任太子舍人，王方庆随之卒业。进升为朝请郎。举制科，擢升为许王（李素节）文学。与高智周、郭正一、王义方、孟利贞等十余人，被薛元超推荐，为弘文馆学士，官至太子舍人。任敬臣注《周易》十卷，撰《越王孝经新义》十卷，又有《任希古集》十卷（《旧唐书》作五卷）。